# Be8
A Be8 , anteriormente chamada de BSBIOS,  é uma empresa brasileira maior produtora de biodiesel  no Brasil, sediada em Passo Fundo, Rio Grande do Sul. Pertencente ao ECB Group, do empresário Erasmo Carlos Battistella, foi a primeira empresa brasileira a exportar biodiesel comercialmente.
A companhia possui duas usinas em Passo Fundo, no Rio Grande do Sul e uma em Marialva, no Paraná. Em 2021, sua capacidade de produção era de 936 milhões de litros de biodiesel por ano.
Em abril de 2023, a empresa mudou sua razão social para Be8.

## História
Fundada em 15 de abril de 2005 na cidade de Passo Fundo a BSBIOS iniciou oficialmente a produção de biodiesel em 12 de junho de 2007.
Em 2009, a BSBIOS adquiriu por R$ 35,7 milhões  uma unidade de produção de biodiesel que estava abandonada em Marialva e a colocou em funcionamento. Em 19 de novembro de 2009, a Petrobras Biocombustível adquiriu 50% das ações da empresa por R$ 55 milhões para estatal. A usina de Marialva, inaugurada em 14 de maio de 2010.
Em 20 de dezembro de 2019, foi anunciado que a Petrobras Biocombustíveis venderia sua parte na empresa em conjunto com sua sócia, R.P. Biocombustíveis, negócio este concluído em 9 de fevereiro de 2021. A estatal recebeu R$ 253 milhões pela operação.
Em 2020, a BSBIOS foi responsável por 19,6% do PIB de Passo Fundo e 29,8% de Marialva.
Em 2022, com capacidade de processamento de mais de 1 milhão de toneladas de soja anuais, foi listada como a 38ª maior empresa do agronegócio do Brasil. Além do diesel renovável, a empresa produz farelo de soja, glicerina e borra, um subproduto do óleo vegetal.

### Atuação Internacional
Desde 2016, a BSBIOS desenvolve relações comerciais com o mercado internacional através de uma subidiária que, em 2021 passou a integrar a BSBIOS, tornando-se BSBIOS Switzerland.
Em 2019, a ECB Group, holding da qual BSBIOS faz parte, anunciou o maior investimento privado da história do Paraguai, através da ECB Paraguai: o projeto Ômega Green, que tem como objetivo ser a primeira planta de combustíveis avançados do hemisfério sul (biodiesel br 1).  Nela, serão produzidos diesel renovável e querosene de aviação renovável, combustíveis mais sustentáveis, com menor emissão de gases de efeito estufa e que serão exportados para os Estados Unidos, Canadá e países da União Européia.  
Em março de 2021, a companhia passou a ter o controle da ECB Paraguai e assumiu o comando do projeto Ômega Green.
Como parte de um planejamento estratégico focado em investimentos em negócios sustentáveis, em março de 2022, a companhia anunciou a aquisição da MP Biodiesel,  empresa suíça que produz biodiesel à base de óleo de canola.

### Selos de qualidade e certificações
Em 2019, a Agência Nacional do Petróleo, Gás Natural e Biocombustíveis autorizou a BSBIOS a participar do RenovaBio - programa cujo objetivo é o aumento da produção e da participação de biocombustíveis na rede de transportes do país. Em 2021, recebeu a Certificação Internacional em Sustentabilidade e Carbono, que habilita a participação na cadeia de suprimentos da União Europeia.
Em fevereiro de 2022, a companhia recebeu o Selo Agro Mais Integridade 2021/2022, proveniente do Ministério da Agricultura e Pecuária.